# Associació Europea d'Arqueòlegs
L'Associació Europea d'Arqueòlegs (AEA) (en anglès: European Association of Archaeologists, EAA) és una associació sense ànim de lucre oberta a arqueòlegs i altres persones o organismes relacionats o interessats a Europa i més enllà. Va ser fundada el 1994 en una reunió inaugural a Ljubljana, Eslovènia, on els seus estatuts van ser aprovats formalment, i reconeguts pel Consell d'Europa el 1999. L'AEA compta amb més de 11.000 membres de 60 països de tot el món, que treballen en arqueologia de diferents cronologies des de la prehistòria fins a l'època contemporània. L'AEA realitza una conferència anual i publica la revista insígnia d'arqueologia europea, l'European Journal of Archaeology. També publica un butlletí intern, The European Archaeologist (TEA). El domicili social de l'associació es troba a Praga, República Txeca.
Atorga premis i honors rellevants als seus objectius. Aquests inclouen el Premi al Patrimoni Arqueològic Europeu, el Premi als Estudiants de l'EAA i la pertinença honoraria a l'organització.
L'entitat publica el trimestral European Journal of Archaeology, la sèrie monogràfica THEMES In Contemporary Archeology, i un butlletí electrònic, The European Archaeologist. EJA està actualment coeditat per Catherine J. Frieman i Zena Kamash.

## Reunions anuals
La reunió inaugural de l'EAA va tenir lloc a Ljubljana, Eslovènia, el setembre de 1994. La primera reunió anual oficial va tenir lloc el setembre de 1995 a Santiago de Compostel·la, i cada any s'ha celebrat una reunió anual des de llavors. La taula següent mostra els llocs i les dates de les reunions.
|      | Ljubljana, Eslovènia      | 22-25 de setembre de 1994               |
| 1r   | Santiago de Compostel·la  | 20-25 de setembre de 1995               |
| 2n   | Riga, Letònia             | 25-29 de setembre de 1996               |
| 3r   | Ravenna, Itàlia           | 24-28 de setembre de 1997               |
| 4t   | Göteborg, Suècia          | 23-27 de setembre de 1998               |
| 5è   | Bournemouth, Regne Unit   | 14-19 de setembre de 1999               |
| 6è   | Lisboa, Portugal          | 12-17 de setembre de 2000               |
| 7è   | Esslingen, Alemanya       | 19-23 de setembre de 2001               |
| 8è   | Tessalònica, Grècia       | 24-28 de setembre de 2002               |
| 9è   | Sant Petersburg, Rússia   | 10-14 de setembre de 2003               |
| 10è  | Lió, França               | 5-12 de setembre de 2004                |
| 11è  | Cork, Irlanda             | 5-11 de setembre de 2005                |
| 12è  | Cracòvia, Polònia         | 19-24 de setembre de 2005               |
| 13è  | Zadar, Croàcia            | 18-23 de setembre de 2007               |
| 14è  | La Valletta, Malta        | 16-21 de setembre de 2008               |
| 15è  | Riva del Garda, Itàlia    | 15-20 de setembre de 2009               |
| 16è  | La Haia, Països Baixos    | 1-5 de setembre de 2010                 |
| 17è  | Oslo, Noruega             | 14-18 de setembre de 2011               |
| 18è  | Hèlsinki, Finlàndia       | 30 d'agost a l'1 de setembre de 2012    |
| 19è  | Pilsen, República Txeca   | 4-8 de setembre de 2013                 |
| 20è  | Istanbul, Turquia         | Del 10 al 14 de setembre de 2014        |
| 21è  | Glasgow, Escòcia          | Del 2 al 5 de setembre de 2015          |
| 22è  | Vilnius, Lituània         | 31 d'agost al 4 de setembre de 2016     |
| 23   | Maastricht, Països Baixos | Del 30 d'agost al 3 de setembre de 2017 |
| 24è  | Barcelona                 | Del 5 al 8 de setembre de 2018          |
| 25è  | Berna, Suïssa             | Del 4 al 8 de setembre de 2019          |
| 26è  | Virtual, en línia         | Del 26 al 30 d'agost de 2020            |
| 27è  | Kiel, Alemanya            | 8-11 de setembre de 2021                |
| 28è  | Budapest, Hongria         | 31 d'agost al 3 de setembre de 2022     |
| 29è  | Belfast, Irlanda del Nord | 30 d'agost al 2 de setembre de 2023     |
| *30è | Roma, Itàlia              | 26-31 d'agost de 2024                   |
| *31è | Belgrad, Sèrbia           | Agost-setembre de 2025                  |
| *32è | Atenes, Grècia            | Agost-setembre de 2026                  |

* Els marcats amb un asterisc seran propers